# Casone di Valle Zappa
Il casone di Valle Zappa è un casone rurale e casino di caccia e pesca situato nella laguna di Venezia meridionale, in comune di Campagna Lupia, nella città metropolitana di Venezia.
Completamente arginata ed estesa su una superficie di 328 ettari, la Valle Zappa è ritenuta tra le valli da pesca più ricche per avifauna selvatica.

## Storia

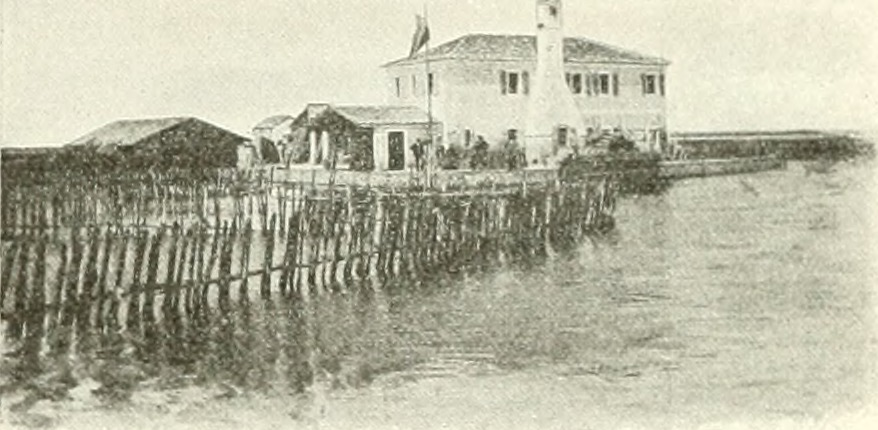
Il precedente casone di Valle Zappa nel 1902, prima della realizzazione dell'attuale edificio in stile gotico olandese

L'edificio, realizzato in stile eclettico tra il 1923 e il 1928 per conto dell'imprenditore vicentino Mario Malvezzi, fu progettato dall'architetto Duilio Torres in stile nordeuropeo.
Il casone ospitò in passato anche famosi personaggi in villeggiatura, come lo scrittore Ernest Hemingway e il pittore Salvador Dalí. Nel 1976 fu utilizzato come set cinematografico per il film Ritratto di borghesia in nero del regista Tonino Cervi.
Il complesso architettonico appartiene oggi alla famiglia Roncato, imprenditori padovani nel settore delle valigie.

## Architettura
L'edificio ricorda una fattoria olandese, sulla cui facciata è affisso uno stemma araldico con tre zappe già appartenente alla famiglia Arrigoni Degli Oddi (proprietari dal 1867 al 1942). Un'altra lapide ricorda il carniere dell'onorevole conte Ettore Arrigoni degli Oddi, che dall'agosto 1877 al dicembre 1921, abbatté 51.303 volatili, con una media di 62 capi per ogni battuta di caccia e il primato di 374 uccelli incarnierati il 21 aprile 1911.
Le stanze sono dipinte ognuna di un diverso colore, corrispondente alla botte di caccia assegnata ai cacciatori ospiti della struttura; quelle al piano terra sono munite di caminetto, la cui cappa è decorata con detti e proverbi in dialetto veneziano.
Il complesso architettonico include una barchessa e una torre d'avvistamento per la selvaggina lagunare simile a un faro, utilizzata anche come cisterna per l'acqua.